# Segelfluggelände Unterwössen

i7
i11
i13
Das Segelfluggelände Unterwössen liegt in der Gemeinde Unterwössen im Landkreis Traunstein in Oberbayern, etwa 1,5 km südwestlich von Unterwössen im Tal der Tiroler Achen.

## Flugbetrieb
Das Segelfluggelände besitzt eine 800 m lange, asphaltierte Start- und Landebahn sowie eine 400 m lange Start- und Landebahn aus Gras. Es finden Windenstarts und Flugzeugschlepp mit Segelflugzeugen sowie Flugbetrieb mit Motorseglern und Ultraleichtflugzeugen statt. Im Winter besteht die Möglichkeit für Skiflugbetrieb.
Neben dem Betreiber, der Deutschen Alpensegelflugschule Unterwössen e. V., sind auf dem Segelfluggelände zwei weitere Luftsportvereine beheimatet.
Das Segelfluggelände ist über die A 8 und die B 305 zu erreichen.